# Ruby (Jennie專輯)
《Ruby》是韓國女團BLACKPINK成員Jennie在2025年3月7日發行的的首張個人錄音室專輯，由自創公司Odd Atelier和美國哥倫比亞唱片共同發行，《Ruby》的主題是Jennie一路走來的經歷和人生態度，此專輯也是Jennie向全世界的自我介紹，並表示專輯中有著各種風格的歌曲，就像是為聽眾準備的自助餐，她相信每個人都一定能在專輯中找到自己喜歡的歌。這張專輯為Jennie在2023年離開YG娛樂和新視鏡唱片之後首個個人發行的音樂作品，此張專輯共收錄15首歌，其中合作歌手包括唐納·葛洛佛、多琪、多米尼克·菲克、FKJ、杜娃·黎波以及卡莉·乌奇斯，專輯的國際製作人包括巴勃羅·迪亞斯-雷克薩、迪波洛以及迈克·威尔·梅迪特。這張專輯採納流行、嘻哈以及R&B等音樂風格。
《Ruby》一發行便獲得聽眾大量好評，也獲得權威樂評Pitchfork 7.1分好評，許多評論員稱讚Jennie的多才多藝、作為個人藝術家的可行性，以及專輯的凝聚力和實驗性，《Ruby》首週全球銷量就突破了一百萬張，也空降英國專輯排行榜第3名，成為韓國流行音樂女歌手排名最高的專輯。
《Ruby》的主打歌〈like JENNIE〉獲得了商業上的大量成功，空降《告示牌》全球二百大單曲榜第5名，並在Billboard Global Excl. U.S.排名第3名，韓國本土Melon排行榜也摘得日冠。不只在音樂排行榜，like JENNIE挑戰也在社群媒體上引起轟動，各地名人紛紛加入這個舞蹈挑戰的潮流，以自己的風格重新詮釋like JENNIE的舞蹈。
此張專輯也收錄了ExtraL (姐妹幹大事)、Mantra (漂亮宣言)、以及Handlebars (愛到失控)等共15首歌。

## 曲目列表
| 《Ruby》曲目 | 《Ruby》曲目                                     | 《Ruby》曲目 |
| 曲序         | 曲目                                             | 时长         |
| ------------ | ------------------------------------------------ | ------------ |
| 1.           | Intro : JANE with FKJ                            | 1:38         |
| 2.           | like JENNIE                                      | 2:03         |
| 3.           | start a war                                      | 2:45         |
| 4.           | 愛到失控 Handlebars (feat. Dua Lipa)             | 3:04         |
| 5.           | with the IE (way up)                             | 2:43         |
| 6.           | 姐妹幹大事 ExtraL (feat. Doechii)                | 2:47         |
| 7.           | 漂亮宣言 Mantra                                  | 2:16         |
| 8.           | Love Hangover (feat. Dominic Fike)               | 3:00         |
| 9.           | ZEN                                              | 3:21         |
| 10.          | Damn Right (feat. Childish Gambino & Kali Uchis) | 3:50         |
| 11.          | F.T.S.                                           | 2:32         |
| 12.          | Filter                                           | 2:31         |
| 13.          | Seoul City                                       | 2:44         |
| 14.          | Starlight                                        | 2:48         |
| 15.          | twin                                             | 3:28         |
| 总时长：     | 总时长：                                         | 41:30        |